# Klas Grdić
Klas Grdić (Rijeka,  14. kolovoza 1963.), hrvatski slikar.

## Životopis
Klas Grdić rođen je 1963. u Rijeci. Diplomirao je 1988. na riječkom Pedagoškom fakultetu, na studiju likovne kulture, Odjel kiparstva, u klasi profesora Josipa Diminića. Samostalno izlaže od 1986. i do sada je organizirao dvadesetak samostalnih izložaba, dok je sudjelovao na preko stotinu skupnih u zemlji i inozemstvu.

## Nagrade i priznanja
Dobitnik je mnogobrojnih nagrada (1985. Opatija, Nagrada na Međunarodnoj izložbi Ex tempore; 1986. Zagreb, Nagrada na 17. salonu mladih; Opatija, Plaketa grada Opatije na Međunarodnoj izložbi Ex tempore; 1987. Piran (Slovenija), Nagrada na Međunarodnoj izložbi Ex tempore;1991. Zagreb, Nagrada Kabineta grafike HAZU; 1996. Grobnik, Nagrada na Prvoj međunarodnoj koloniji; 2004. Rim (Italija), Nagradno izlaganje na skupnoj izložbi 'Il Ponte' uz Studio d´arte). Član je Hdlu Rijeka i Hrvatske zajednice samostalnih umjetnika.

## Izložbe
Geofigurazione u Muggiai (1989., sa Z. Vrkljanom i D. Jurićem), Econtro – Vita – Lungo (1990., Mali salon Rijeka; Forum, Zagreb; Dante, Umag), Caldeic Libre des Divinatio (1995., Nova, Zagreb), Caldeic Libre des Naoya (2004., Klović, Rijeka), OSD7 (2011., Mali salon, Rijeka), Operative System death Seven (2011., CZK Čakovec), 2012. Galerija Toš, Punat...